# Bon pour le service des organes
Bon pour le service des organes (titre original : Caught in the Organ Draft) est une nouvelle de science-fiction de Robert Silverberg.

## Publications
Entre 1972 et 2015, la nouvelle a été éditée à 35 reprises dans des recueils de nouvelles de Robert Silverberg ou des anthologies de science-fiction.

### Publications aux États-Unis
La nouvelle est parue en 1972 dans le recueil And Walk Now Gently Through the Fire and Other Science Fiction Stories.
Elle a ensuite été régulièrement rééditée dans divers recueils de Robert Silverberg et diverses anthologies.

### Publications en France
La nouvelle est notamment publiée en France :
- dans Futurs (1re série), numéro 2 (1978) ;
- dans l'anthologie Le Livre d'or de la science-fiction : Robert Silverberg (1979) ;
- dans l'anthologie Voir l'invisible, Presses Pocket, (1988) ;
- en 2002 dans le recueil Les Jeux du Capricorne, avec une traduction de Pierre-Paul Durastanti ; il y a eu une nouvelle édition en livre de poche chez J'ai lu en 2004. La nouvelle est donc l'une des 124 « meilleures nouvelles » de Silverberg sélectionnées pour l'ensemble de recueils Nouvelles au fil du temps, dont Les Jeux du Capricorne est le deuxième tome.

### Publications dans d'autres pays
La nouvelle a aussi été publiée :
- en néerlandais, sous le titre Orgaanplichtig (1977)[3] ;
- en allemand, sous le titre Sanfte Kannibalen (1977)[4] ;
- en croate, sous le titre Regrutacija organa[5] (1980).

## Résumé et thématique
Le narrateur anonyme (son prénom n'est pas mentionné) se plaint de ce que l'État a institué un système de transplantation d'organe imposée aux jeunes hommes et jeunes femmes. Le service militaire n'existe plus (la guerre est faite par des robots, bien plus fiables et robustes que les humains) mais a été remplacé par le « service des organes » : les jeunes gens doivent alors se faire opérer et se faire prélever un rein, un poumon, un bout d'intestin. 
Le narrateur se plaint de l'existence de cette loi, promulguée par des hommes politique âgés qui ne pensent qu'à vivre de plus en plus vieux, au détriment des jeunes gens dont la vie est ainsi potentiellement limitée. Bien que le narrateur ait souhaité s'engager contre cette loi inique qui impose la transplantation d'organe forcée, il se soumet au système. La nouvelle se termine par une conclusion amère : désormais, il sera prioritaire, dans le futur, pour recevoir un organe s'il devait en avoir besoin. 
La nouvelle est une réflexion sur le pouvoir des personnes âgées sur les jeunes gens, et aussi une critique implicite de la guerre (les vieux l'ordonnent et la dirigent, les jeunes sont sur le champ de bataille et perdent leurs organes).